# Hamlet, Prins af Danmark (film fra 1907)
Hamlet, Prins af Danmark er en fransk stumfilm fra 1907 af Georges Méliès.

## Medvirkende
- Georges Méliès som Hamlet